# Музеј Понишавља Пирот
Музеј Понишавља у Пироту је музеј чија је основна делатност заштита покретних културних добара и проучавање материјалне и духовне културе средњег и горњег Понишавља и Лужнице. Поред тога музеј се бави и културно-просветном, педагошком и издавачком делатношћу.
Музеј је смештен у породичној кући породице Христић која се налази у улици Николе Пашића 49, Тијабара саграђена 1848. године док је од 1953. под заштитом државе Србије, а 1979.-е постаје споменик културе од изузетног значаја Србије. Након тога Стара кућа постаје музеј. Она представља најбоље очуван споменик традиционалне архитектуре из средине деветнаестог века у Пироту. Припадала је угледном трговцу Христи Јовановићу званом Мали Риста.

## Историја
По предању грађена је две године и довршена је 5. априла 1848. године. О томе сведочи урезан текст на спрату куће. За зидање куће, Малом Ристи, како су га звали, била је потребна дозвола од турских власти, јер је намеравао да то буде велика кућа sa два спрата, приземљем и још једним преко. Тако је на периферији Пирота, подигнута једна од најраскошнијих хришћанских кућа у Пироту у том периоду. На жалост, нигде не постоје подаци о мајсторима који су је сазидали. И до данас је остала мистерија, ко је дошао на идеју да подигне такву кућу - да ли газда Риста, путујући турским царством за својим трговачким пословима или изузетни мајстори који су је подигли уткавши у њу спој маште и грађевинског искуства.
У кући је живео Христа Јовановић са својом породицом, а касније и његови наследници, који су презиме Јовановић, променили у Христић. После Другог светског рата, кућа мења своју намену јер је Општина Пирот додељује новоформираном народном музеју у Пироту.

## Конструкција
Кућа у распореду и детаљима има све одлике балканско оријенталног стила. Карактерише је склад унутрашњих просторија и у исто време раскош фасаде и крова. Бондручна конструкција и вештина мајстора њеном извођењу дали су јој зачуђујућу лакоћу. У основи је тип симетричне зграде скоро квадратног облика, са холом у облику крста. Састоји се од подрума, приземља и спрата. Круну грађевине чини јединствено решење крова са конструкцијом видиковца. На блиставо белој фасади главни декоративни елементи су дрвени рамови прозора, као и углови зидова који су обложени даскама украшеним профилисаним летвицама. У кућу се улази са трема у хол приземља, где су лево и десно собе за спавање. Поред хола су ижа и огњиште као и оставе за брашно и дрва. На спрат воде дрвене степенице, којима се улази у пространи хол на спрату који је подељен на:
1. Централни део са офингерима и огњиштем,
2. Мушку собу диванхану,
3. Женску собу.

Око хола се нижу једна за другом собе са занимљивим називима и различитим наменама - спаваћа соба, кандил соба, голема соба, трезор соба и сар'к соба. Приземље је служило за свакодневни живот укућана, а спрат за пријем виђенијих гостију. Са спрата, полази степениште за платформу одакле се уздиже видиковац на крову. Кров је са широком стрехом која је опшивена шиндром. Њу чине, са бочним странама и у прочељу куће, венац од тимпанона изнад сваког прозора. Кров је покривен ћерамидом. Јединствено решење крова чини кућу посебном и за простор Балкана. Унутрашњост куће је декорисана долапима у дуборезу. Најквалитетније израде је долап у приземљу и претпоставља се да је то дело мајстора из познате Дебарске школе. Такође, дуборезом је украшен ђул-таван у диванхани. У големој соби, где су седели најугледнији газда Ристини гости, издваја се „штуко“ гипсана таваница. Као карактеристична обележја српских кућа староградске архитектуре и овде постоје скришница и кандил соба. У скришници се улазило из долапа ниске собе и водила је испод степеништа ка задњем излазу из куће. У кандил соби је ка истоку стајао иконолук и горело је кандило у време празника.

## Занимљивости

### Снимљени филмови
Захваљујући чињеници да је кућа Христе Јовановића задржала аутентичан изглед и атмосферу српске патријалхалне куће, послужила је филмској екипи, која је снимала филм "Зона Замфирова“, као простор за снимање. Добар део филма је снимљен у Старој кући јер је у филму газда Замфир становао ту па је снимање морало бити ту. Исто тако, још један од култних филмова Србије је сниман у газда Ристиној кући и то је "Ивкова слава" где се такорећи цео ток филма одвија у тој кући и у њеном предворју и дворишту. Због своје аутентичности и очуваности куће која представља кућу богатијих српских житеља тог доба, она је веома атрактивна за филмске режисере и сниматеље зато што са њом може да се дочара дух времена Србије из средине XIX века.

### Христа Јовановић - Мали Риста
Христа Јовановић, познатији још под именом Чучук Риста или Мали Риста, у своје време је био угледни трговац у Пироту а и широм Отоманске империје. Првобитно је био настањен у селу Завој, потопљено у другој половини XX века, а касније је сишао из села и настанио се у Пироту 1830.-е године. Док је живео у селу Завој, Мали Риста се није бавио трговином, већ је тиме почео да се бави након настањивања у Пироту, али веома се брзо снашао у тој бранши и брзо је напредовао. На основу његове сналажљивости у послу, од 1840. године, на предлог пиротских чорбаџија а и самих Турака, почео је да ради као калауз или другим речима да убире порез у стоци и маслу за Видинског пашу. Радио је неко време и за потребе Усеин паше, на просторима пиротског округа, док се након тога осамостаљује. У то време, радио је веома крупне трговачке послове и тако стекао завидно богатство. На основу трговачких преговора и пословања, путовао је у Ниш, Лесковац и исто тако у Видин, Софију и Цариград. Добија 1845. године дозволу да може изградити кућу а 1848. године изградња је завршена и кућа је била позната под именом Конак Малог Ристе, а касније познатија као стара кућа.
Међутим, због алавости, бива прогнан од стране Садрезам паше 1860.-е године, јер је турској војсци продавао више пута једно те исто масло. Тада, са прогнанством, завршава се Газда Ристина трговачка каријера а и животна прича.

#### Соба Малог Ристе
У Србији, у том периоду, Срби су били приморани да се покоравају Турским властима и тако, Мали Риста је решио да промени нешто поводом тога. Он је дошао на идеју да натера Турске власти да се клањају њему. Мали Риста је био низак човек тако да је направио једну собу у Старој кући само за њега са много ниским плафоном. У тој просторији, где је Мали Риста спавао и примао госте, Турске власти у виду Паша који су били веома високи, морали су да се сагињу и поклоне како би ушли у собу. На њихово питање: „Шта је све ово?", Мали Риста је одговарао: „Ја сам мали човек, и моја соба је мања, направљена је само за мене." тако да нису могли да га ухапсе због непоштовања. На тај начин је натерао Турске власти да се клањају њему сваки пут кад би улазили у његову собу, што је у то време било незамисливо да се Турци клањају Србима.

## Музеј Понишавља - Археолошка поставка
У саставу Музеја Понишавља неколико година се налази и Археолошка поставка експоната у згради у комплексу Пиротског града. У овој згради музеја налазе се експонати прикупљени са територије Пиротског округа.